# Аллен (округ, Индиана)
А́ллен (англ. Allen County) — округ в штате Индиана, США. Официально образован 1 апреля 1824 года, получил своё название в честь американского военнослужащего Джона Аллена. По состоянию на 2010 год, численность населения составляла 355 329 человека.

## География
По данным Бюро переписи США, общая площадь округа равняется 1 709,454 км2, из которых 1 702,435 км2 — суша, и 7,019 км2, или 0,410 % — это водоемы.

## Население
По данным переписи населения 2000 года в округе проживает 331 849 жителей в составе 128 745 домашних хозяйств и 86 259 семей. Плотность населения составляет 0,00 человек на км2. На территории округа насчитывается 138 905 жилых строений, при плотности застройки около 82 строений на км2. Расовый состав населения: белые — 83,08 %, афроамериканцы — 11,31 %, коренные американцы (индейцы) — 0,36 %, азиаты — 1,40 %, гавайцы — 0,04 %, представители других рас — 2,02 %, представители двух или более рас — 1,79 %. Испаноязычные составляли 4,18 % населения независимо от расы.
В составе 34,10 % из общего числа домашних хозяйств проживают дети в возрасте до 18 лет, 51,50 % домашних хозяйств представляют собой супружеские пары, проживающие вместе, 11,70 % домашних хозяйств представляют собой одиноких женщин без супруга, 33,00 % домашних хозяйств не имеют отношения к семьям, 27,40 % домашних хозяйств состоят из одного человека, 8,80 % домашних хозяйств состоят из престарелых (65 лет и старше), проживающих в одиночестве. Средний размер домашнего хозяйства составляет 2,53 человека, и средний размер семьи 3,11 человека.
Возрастной состав округа: 27,70 % моложе 18 лет, 9,40 % от 18 до 24, 30,00 % от 25 до 44, 21,50 % от 45 до 64 и 21,50 % от 65 и старше. Средний возраст жителя округа 34 лет. На каждые 100 женщин приходится 95,90 мужчин. На каждые 100 женщин старше 18 лет приходится 92,90 мужчин.
Средний доход на домохозяйство в округе составлял 42 671 USD, на семью — 52 708 USD. Среднестатистический заработок мужчины был 39 202 USD против 25 980 USD для женщины. Доход на душу населения составлял 21 544 USD. Около 6,70 % семей и 9,10 % общего населения находились ниже черты бедности, в том числе — 12,40 % молодежи (тех, кому ещё не исполнилось 18 лет) и 6,40 % тех, кому было уже больше 65 лет.